# Åke Pettersson
För journalisten och programledaren född 1947, se Åke Pettersson (journalist). För diplomaten född 1948, se Åke Pettersson (diplomat).
Stig Åke Erik Pettersson, född 27 juli 1946 i Eksjö stadsförsamling, Jönköpings län, är en svensk centerpartistisk politiker. Han var statssekreterare i Socialdepartementet 1979–1982 och Centerpartiets partisekreterare 1987–1998.
Pettersson tog studentexamen 1965, studerade vid Lunds universitet, var ordförande i Centerns studentförbund 1969-1970, förste vice ordförande i Centerns ungdomsförbund 1971-1973 och förste vice ordförande för Stockholmscentern 1974-1981.